# Chip Jenkins
Charles Lamont Jenkins Jr., detto Chip (New York, 9 aprile 1964), è un ex velocista statunitense, specializzato nei 400 metri piani.

## Biografia
In carriera è stato medaglia d'oro ai Giochi olimpici di Barcellona 1992 nella staffetta 4×400 metri, partecipando, però, solo in batteria.
È il figlio di Charlie Jenkins, vincitore di due medaglie d'oro ai Giochi olimpici di Melbourne 1956.

## Palmarès
| Anno | Manifestazione  | Sede       | Evento  | Risultato | Prestazione | Note  |
| ---- | --------------- | ---------- | ------- | --------- | ----------- | ----- |
| 1992 | Giochi olimpici | Barcellona | 4×400 m | Oro       | 2'55"74     | [ 1 ] |